# Le Dragon blanc
Le Dragon blanc (titre original : The White Dragon) est un roman de Anne McCaffrey publié en 1978.

## Résumé
Le Dragon Blanc suit l'histoire de Jaxom, le jeune seigneur du fort de Ruatha, qui avait accidentellement marqué le dragon inhabituellement blanc nommé Ruth dans La Quête du Dragon et Le Chant du dragon. Comme Jaxom grandit, il doit faire face à la difficulté d'être à la fois un seigneur de fort et un chevalier-dragon, la maturité de Ruth (qui, en plus d'être blanc, est un avorton), ses propres angoisses d'adolescent et son désir de se battre seul. Il aura aussi fort à faire avec les Anciens rebelles, qui tentent de voler un œuf d'or du Weyr de Benden. Heureusement, Ruth sait toujours quand il est et peut voyager à travers le temps pour aider à résoudre la crise politique grandissante. Mais tout en combattant les fils, Jaxom tombe malade avec une maladie potentiellement mortelle. Cela l'amène à récupérer dans le Fort de la Baie, et pendant qu'il y est, il découvre certains des mystères que les Anciens, les ancêtres des Pernais, ont laissés derrière eux, et il commence à avoir une plus grande compréhension du passé de Pern.